# Audi A5 DTM
Chronologie des modèles
L'Audi RS5 DTM (Audi A5 DTM en 2012, nom interne de production R17) est un prototype de voiture de course du constructeur automobile allemand Audi, destiné au championnat allemand de voitures de tourisme DTM. Elle remplace l'A4 DTM depuis 2012.

## Technologie
Au cours des saisons de 2012 à 2018, la RS 5 DTM était propulsée par un moteur V8 non suralimenté d’une cylindrée de 4,0 litres et d’une puissance de 340 kW (≈ 460 ch), qui peut délivrer un couple maximal de plus de 500 Nm. Depuis la saison 2019, elle est propulsée par un moteur 4 cylindres en ligne turbocompressé d’une cylindrée de 2,0 litres, qui délivre 610 ch (455 kW) et plus de 650 Nm. Grâce à la fonction push-to-pass, les pilotes peuvent temporairement appeler 30 ch supplémentaires. Le moteur entraîne les roues arrière via une boîte de vitesses manuelle à six rapports de marche avant. Le prototype a un châssis monocoque en polymère renforcé de fibres de carbone avec un réservoir de carburant de 120 litres intégré. Toutes les voitures de course DTM sont basées sur des véhicules de série, c’est pourquoi la RS 5 DTM ressemble à une Audi A5. Comme certains systèmes dans d’autres véhicules, le système de freinage avec disques de frein en céramique est le même pour toutes les voitures de course DTM.
Depuis le championnat DTM 2013, la voiture, comme les autres véhicules DTM, est équipée d’un système de réduction de la traînée (SRT).

### Pneus
Les pneus étaient exclusivement fournis par Hankook Tire. Par rapport au championnat DTM 2011, les pneumatiques ont été agrandis. Les pneus avant mesuraient 300 mm de large et 680 mm de diamètre et les pneus arrière mesuraient 320 mm de large et 710 mm de diamètre. Les pneus ont des éléments sur les flancs pour une force d’appui supplémentaire,. Les jantes de 18 pouces (12 pouces de large à l’avant et 13 pouces à l’arrière) sont également des composants du modèle de série.

## Équipes et pilotes

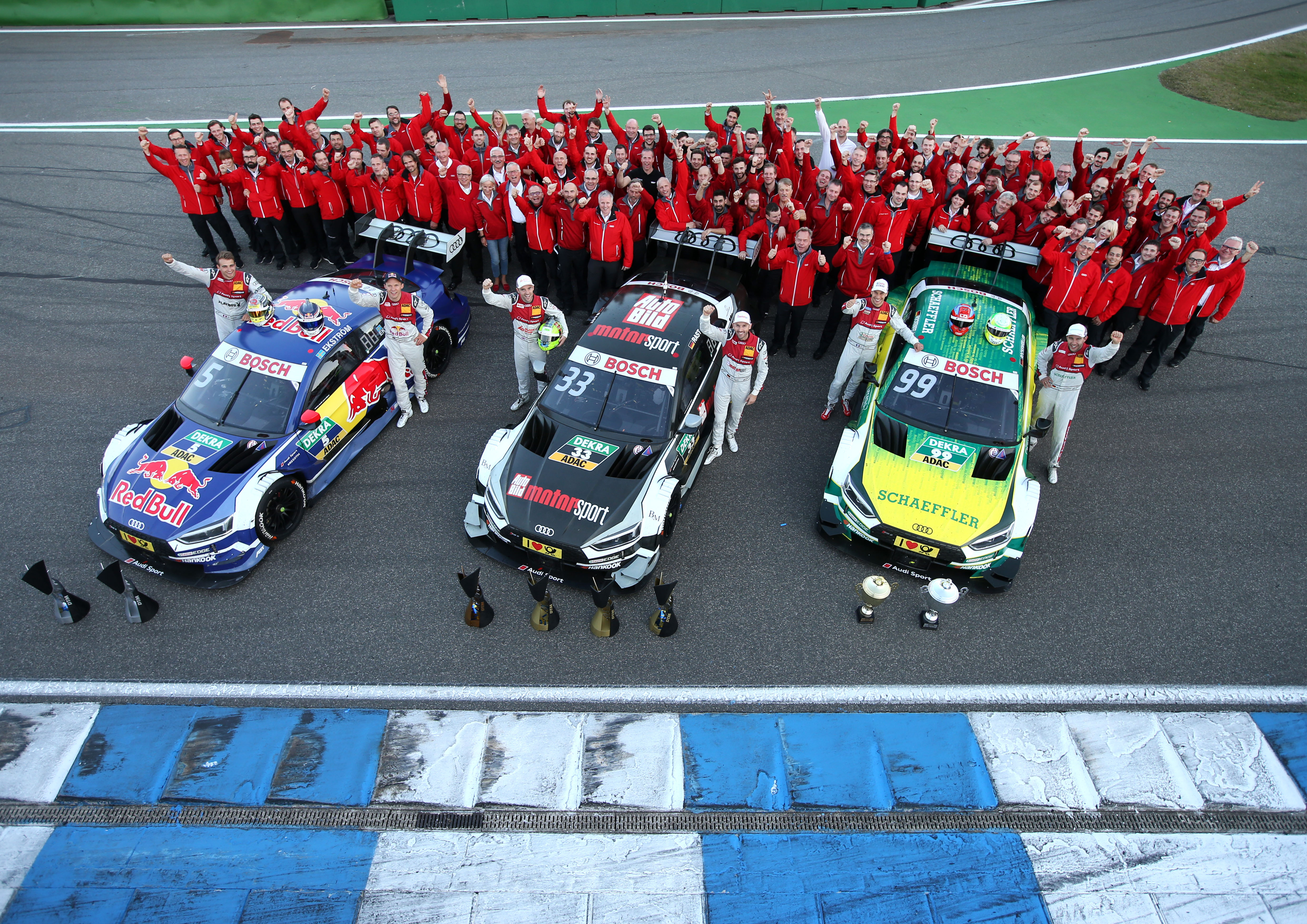
Célébration du championnat de 2017

Lors du championnat DTM 2012, huit pilotes ont concouru pour trois équipes. Mattias Ekström, Rahel Frey, Timo Scheider et Adrien Tambay débutent pour Abt Sportsline. Phoenix Racing a aligné Miguel Molina et Mike Rockenfeller. Filipe Albuquerque et Edoardo Mortara ont commencé pour Team Rosberg.
Lors du championnat DTM 2013, huit pilotes ont concouru pour quatre équipes. Ekström et Jamie Green débutent pour Abt Sportsline, Rockenfeller et Molina pour Phoenix Racing, Scheider et Tambay pour Audi Sport Team Abt et Albuquerque et Mortara pour Team Rosberg.
Au cours du championnat DTM 2014, également huit pilotes ont concouru pour quatre équipes. Il y a eu un changement dans l’équipe des pilotes, Albuquerque est passé au United SportsCar Championship et a été remplacé par Nico Müller.

## Galerie

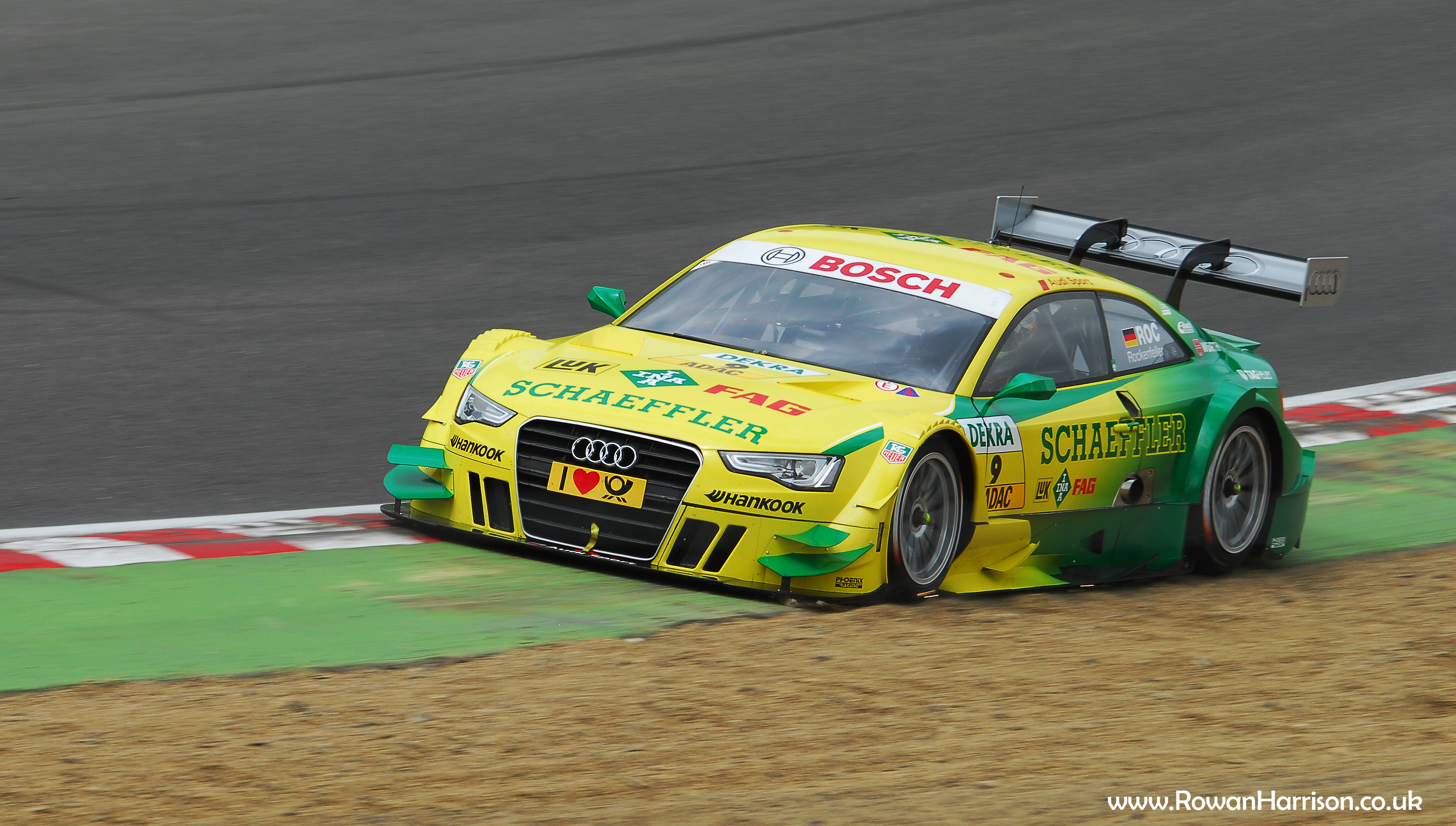
A5 DTM de 2012 (Mike Rockenfeller)
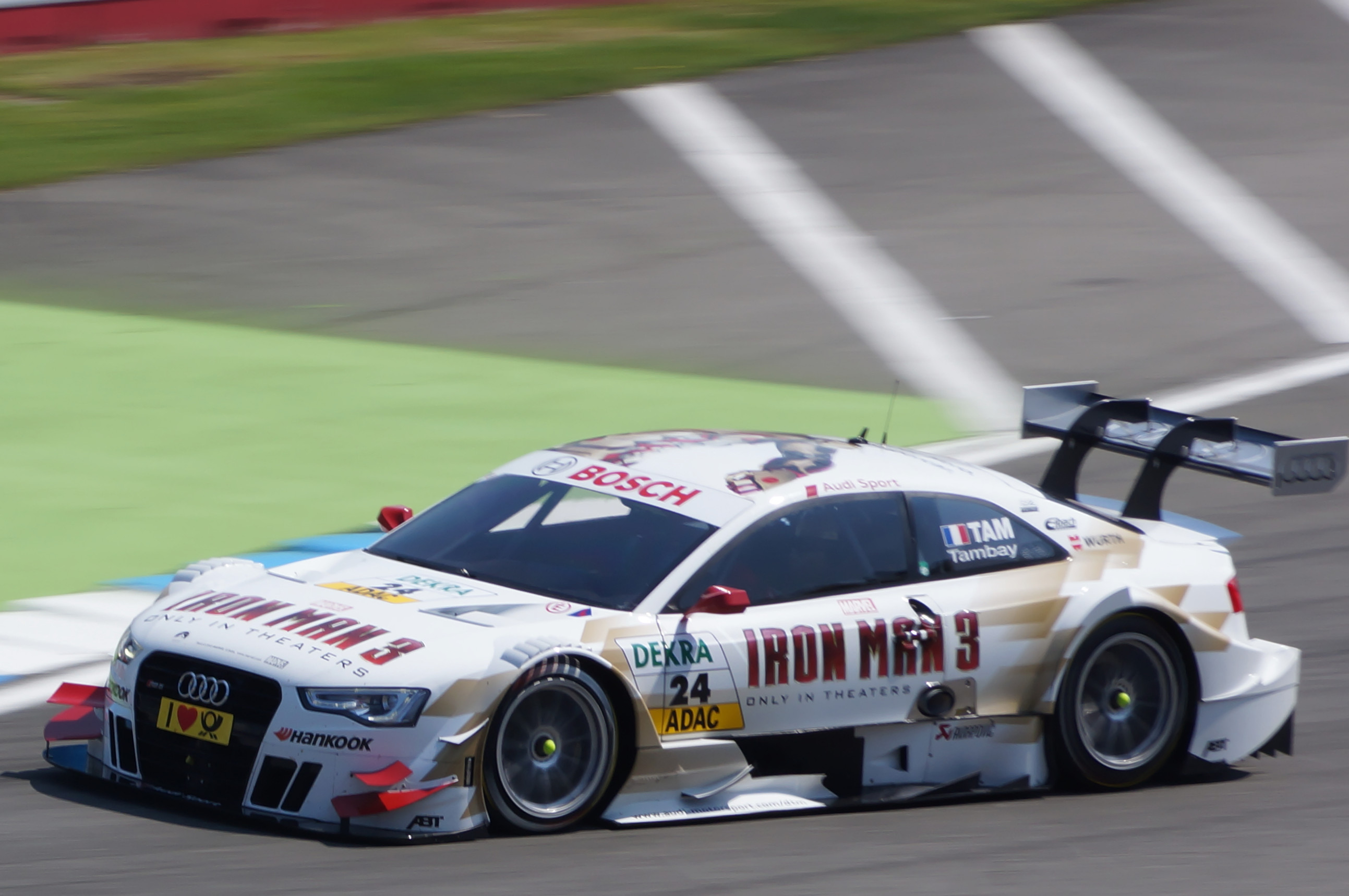
RS5 DTM de 2013 (Adrien Tambay)
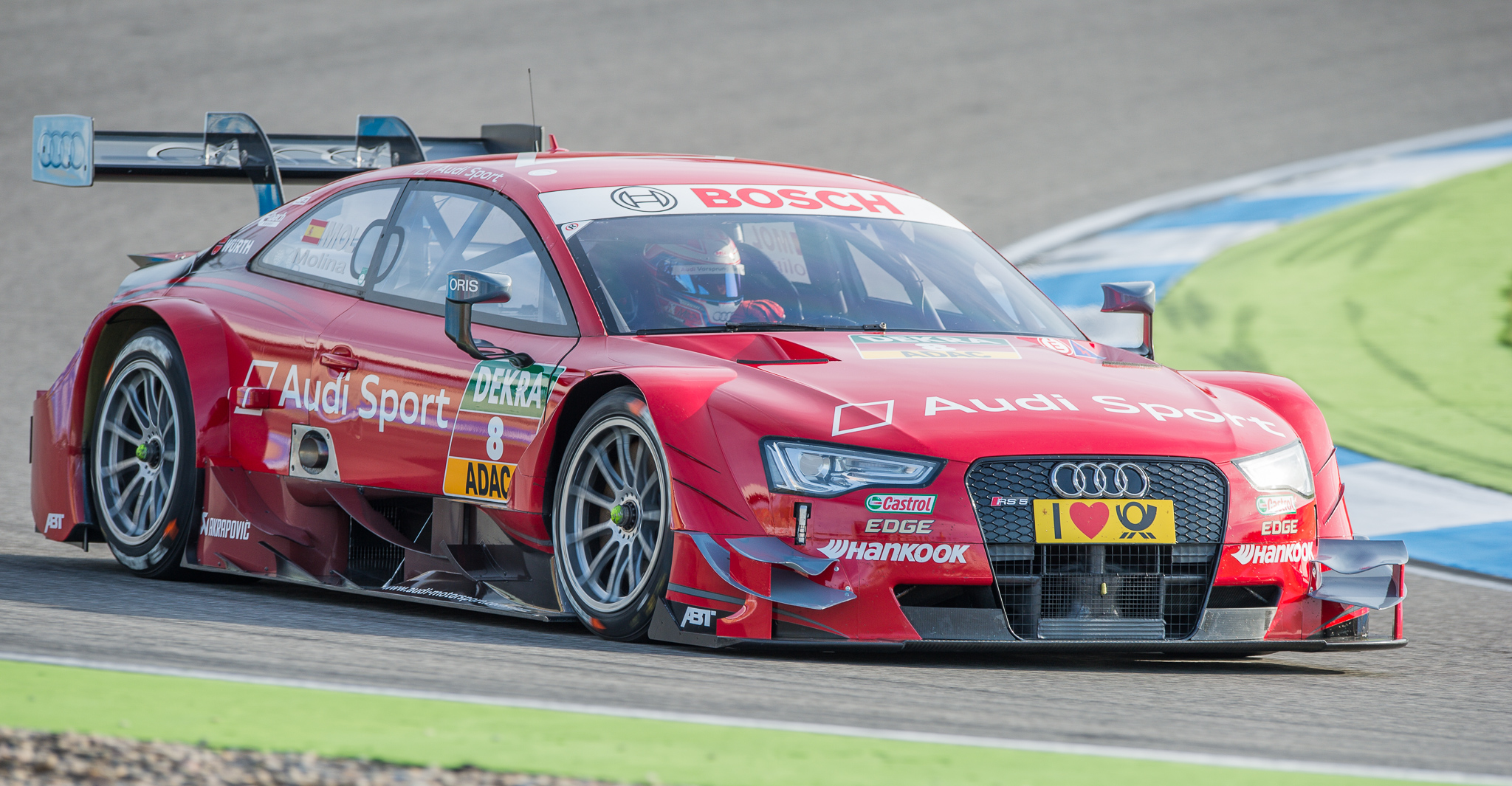
RS5 DTM de 2014 (Miguel Molina)
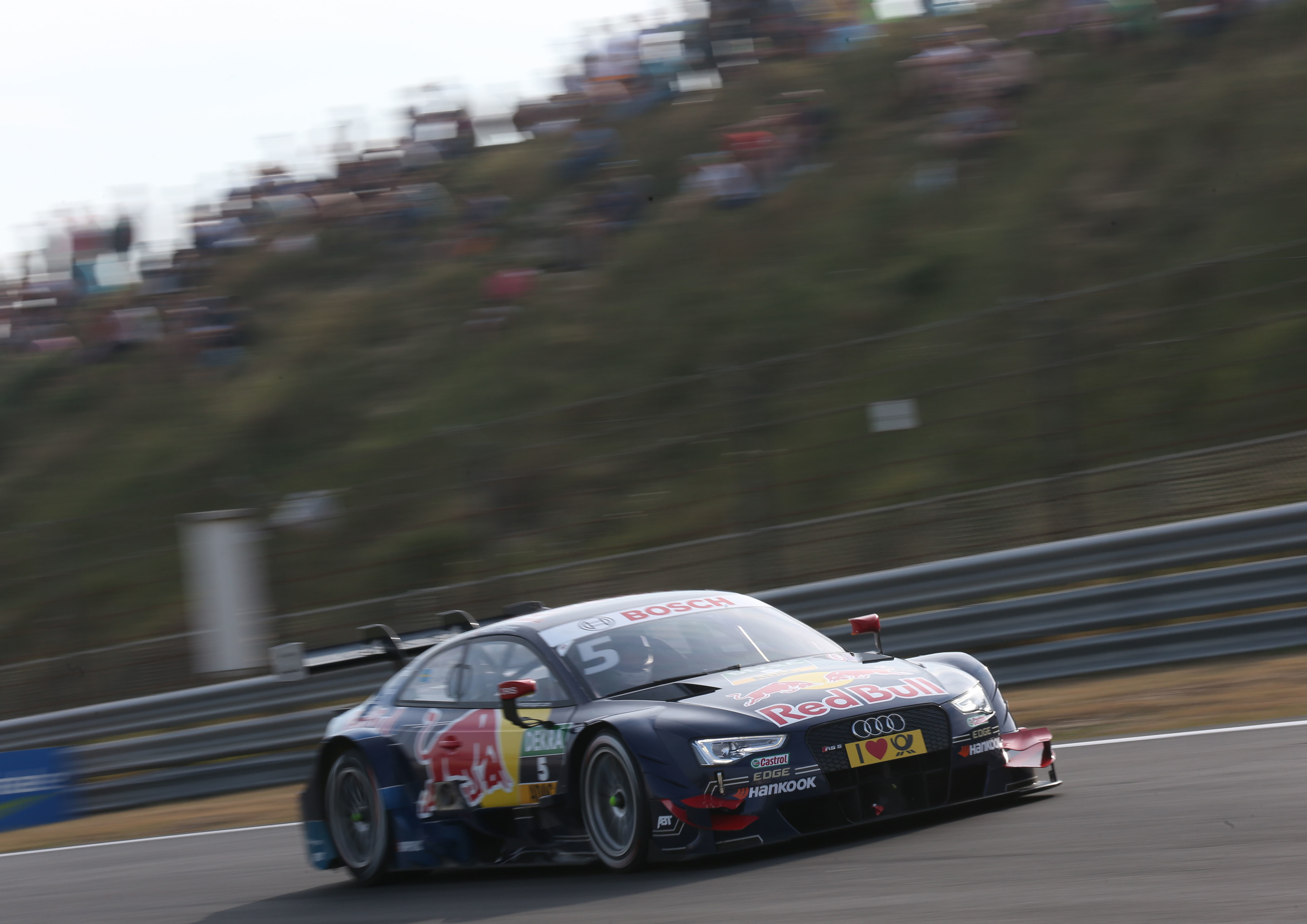
RS5 DTM de 2015 (Mattias Ekström)
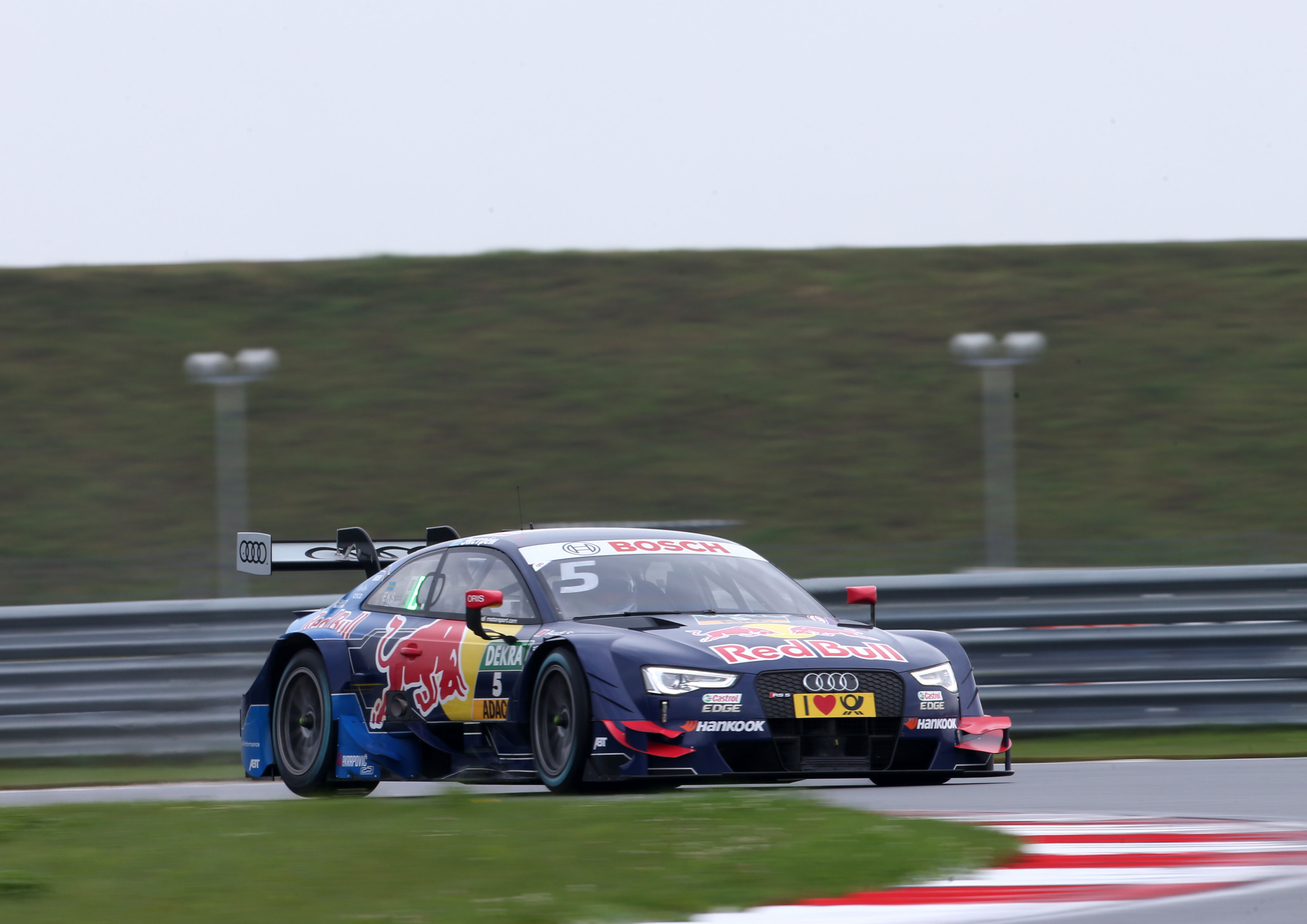
RS5 DTM de 2016 (Mattias Ekström)

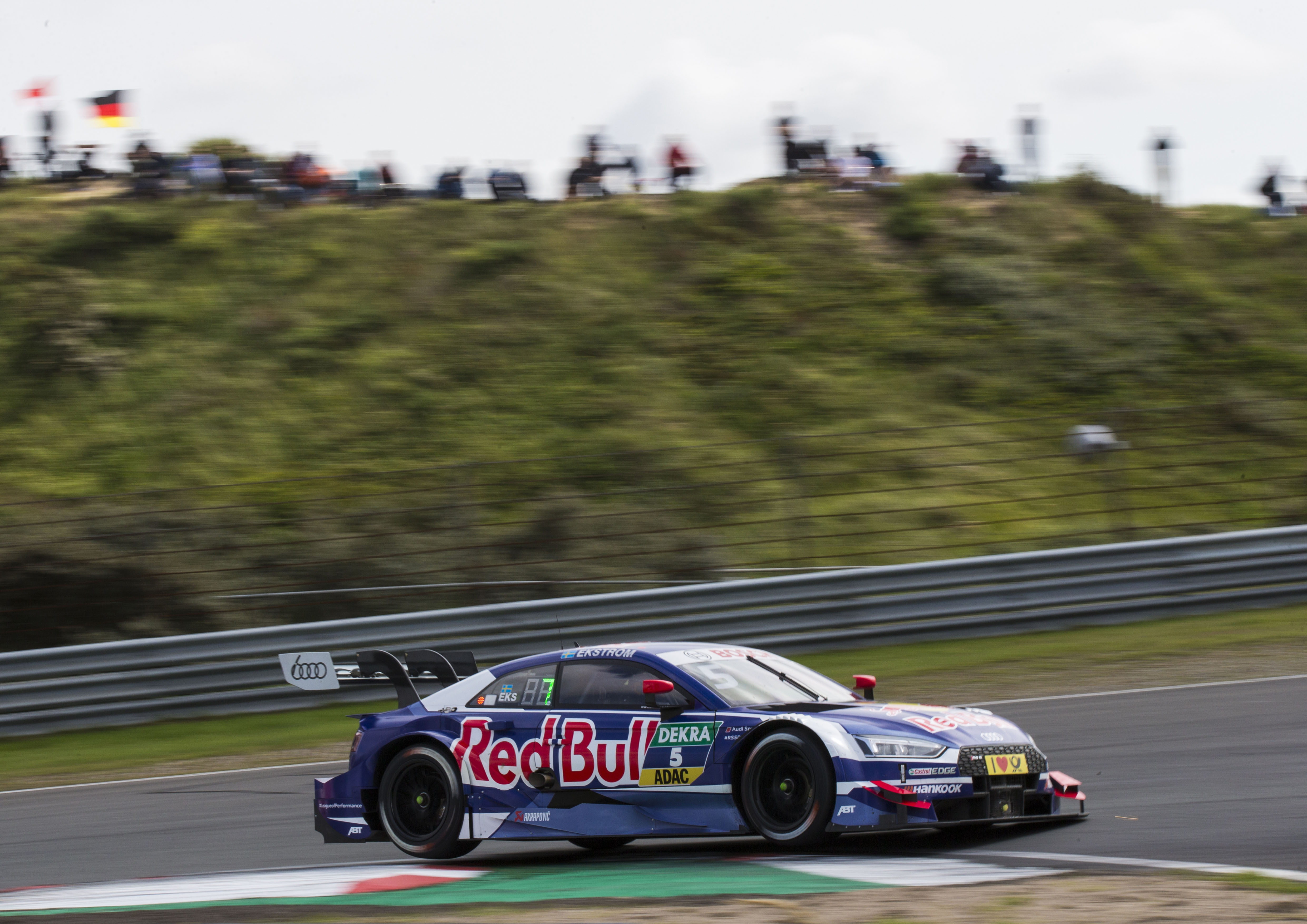
RS5 DTM de 2017 (Mattias Ekström)
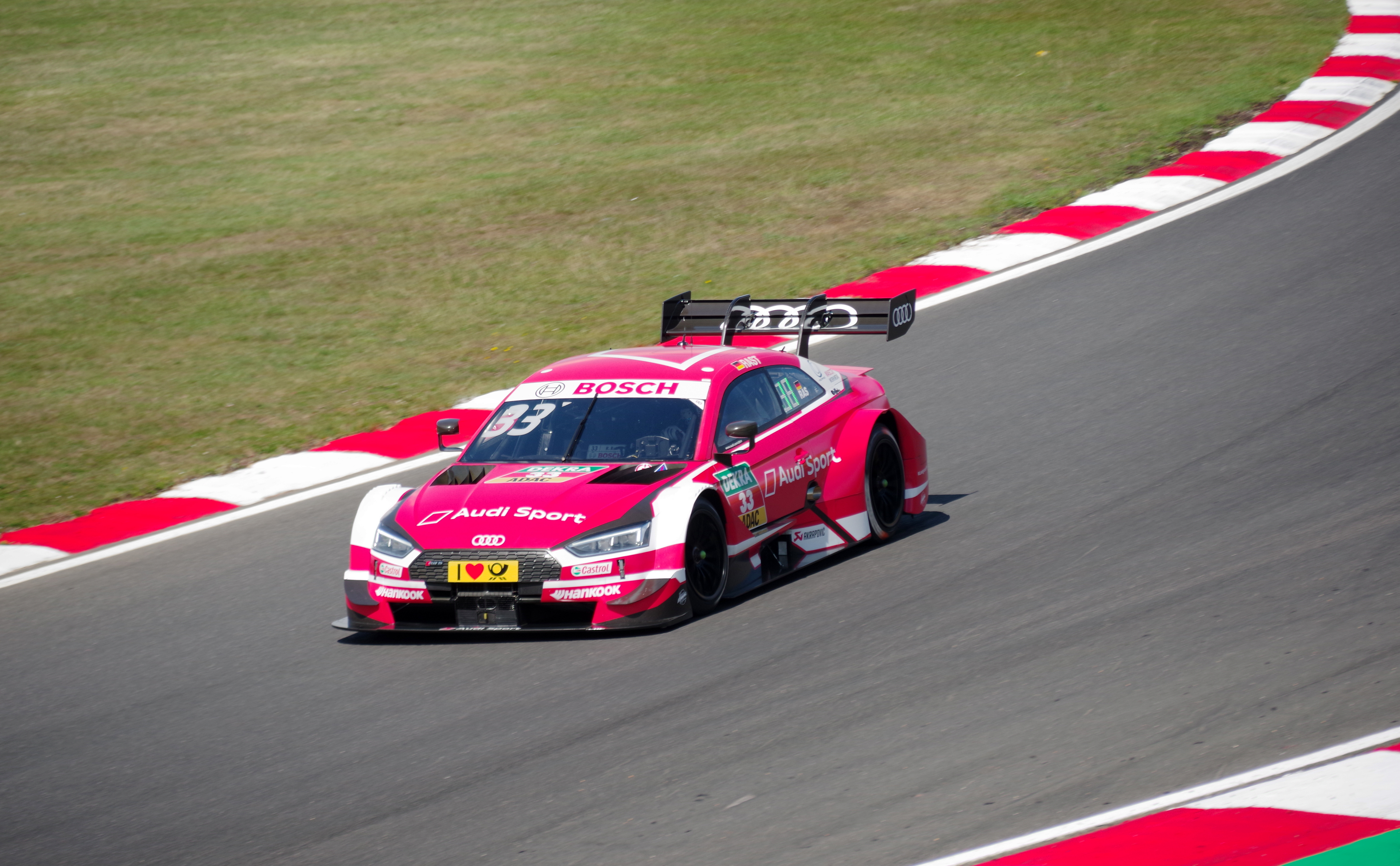
RS5 DTM de 2018 (René Rast)
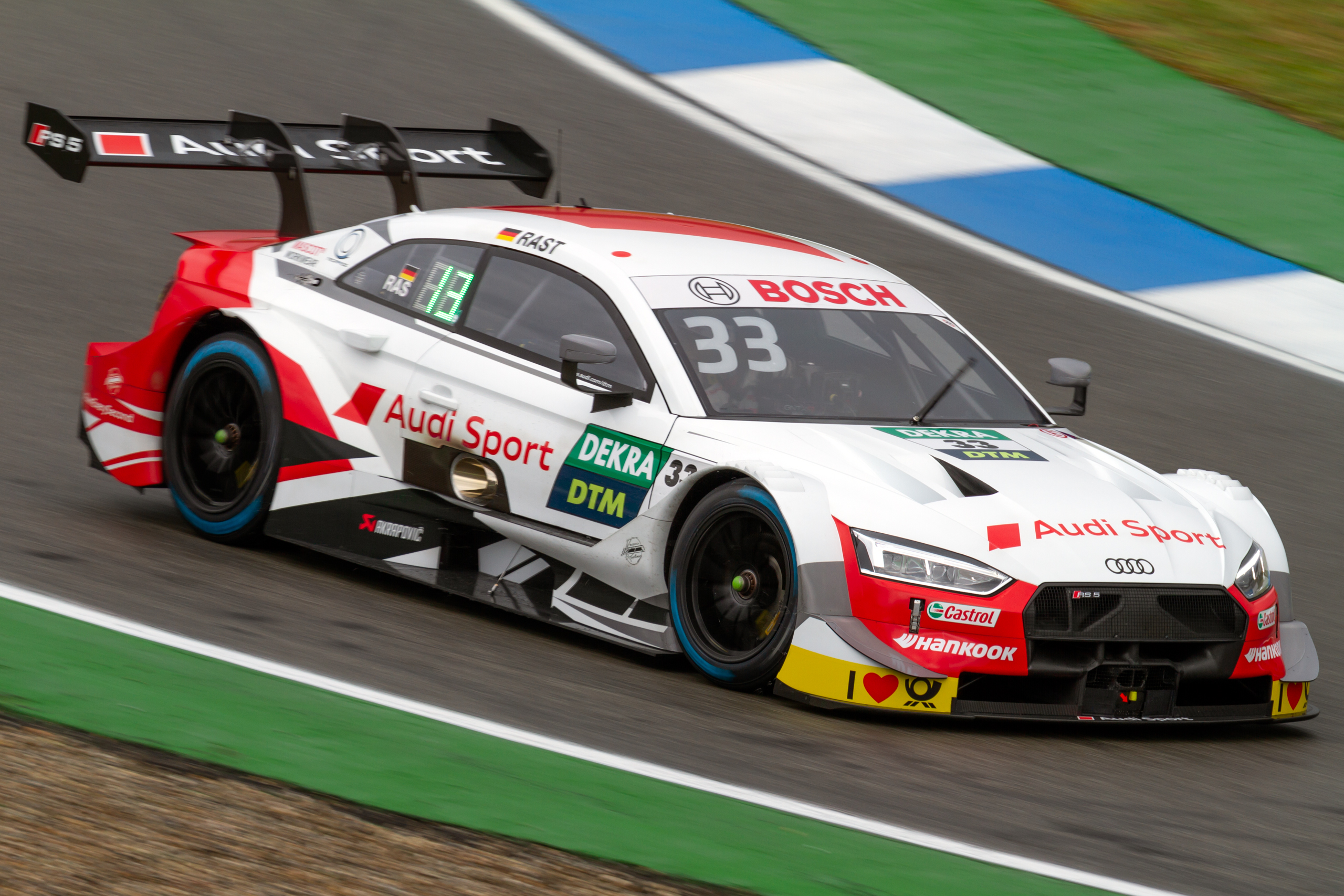
RS5 DTM de 2019 (René Rast)